# A Night of Horror: Nightmare Radio
A Night of Horror: Nightmare Radio ist ein Horrorfilm von Oliver Park aus dem Jahr 2019, der in Kollaboration der Länder Argentinien, Neuseeland und dem Vereinigten Königreich entstand.

## Handlung
Rod Wilson ist Radiomoderator und moderiert nachts seine Horrorsendung A Night of Horror, bei der er seinen Zuhörern Horrorgeschichten erzählt, die auf wahren Begebenheiten basieren. Im Laufe seiner Radiosendung werden acht unheimliche Geschehnisse thematisiert. Während der Sendung erhält Rod einen Anruf von einem kleinen Jungen, welcher um Hilfe bittet. Mit der Zeit ereignen sich auch in Rods Studio unheimliche Ereignisse, die er sich nicht erklären kann.

## Produktion

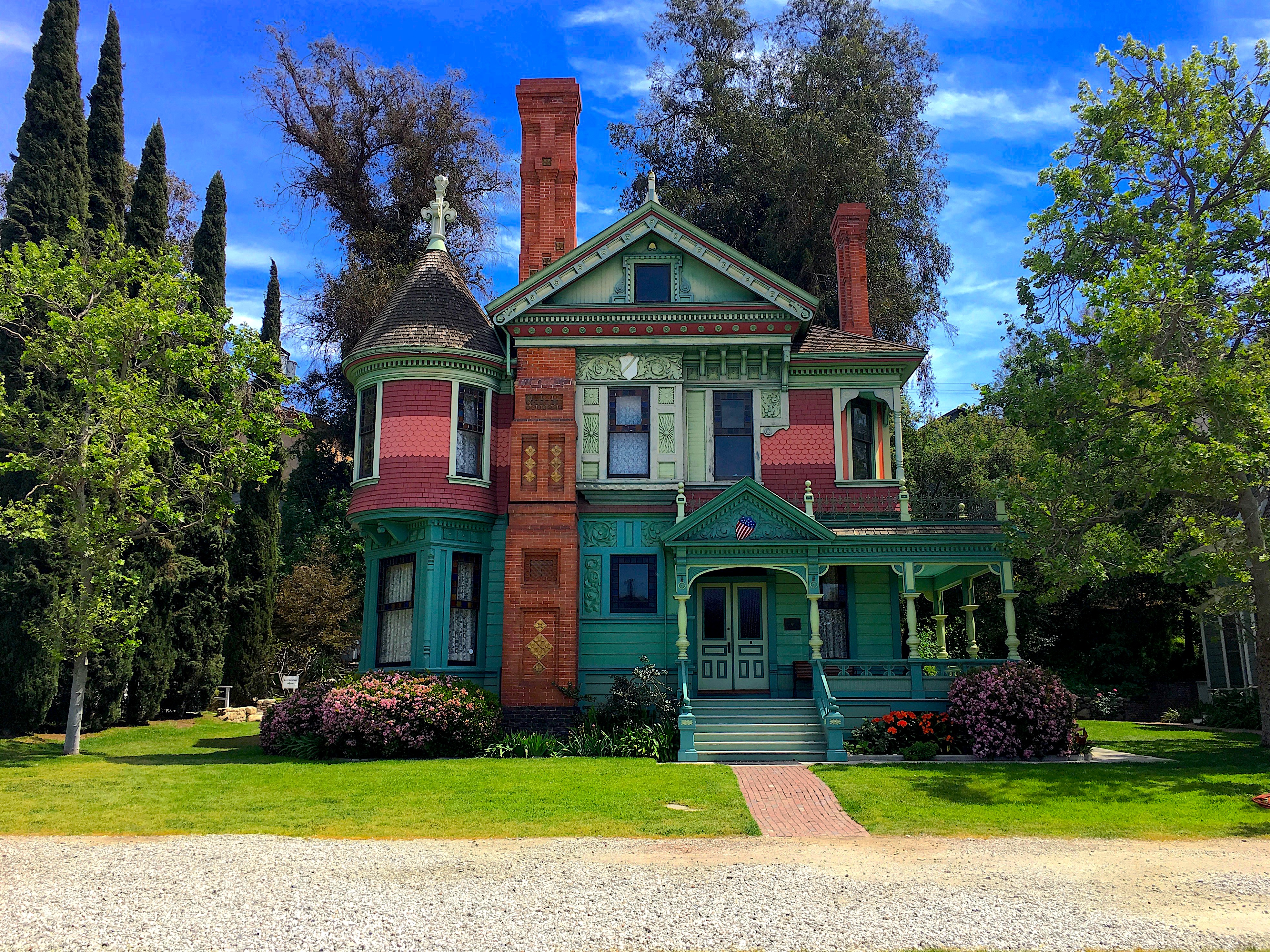
Hale House im Freilichtmuseum Heritage Square, welches für die Eröffnungsszene des Films verwendet wurde

### Drehorte
Die Dreharbeiten fanden unter anderem im Heritage Square Museum in Los Angeles statt.

### Synchronisation
Die deutschsprachige Synchronisation entstand unter der Dialogregie von Benjamin Trinkle im Auftrag der press9 media solutions.
| Rolle      | Darsteller   | Synchronsprecher |
| ---------- | ------------ | ---------------- |
| Rod Wilson | James Wright | Simson Bubbel    |

## Rezeption
Der Film erhielt überwiegend ausgeglichene Kritiken und erzielte bei IMDb eine durchschnittliche Bewertung von 5,0 der möglichen 10 Punkte. Auf Rotten Tomatoes konnte der Film bisher 42 Prozent der Kritiker überzeugen.